# Montecodruzzo
Montecodruzzo is een plaats (frazione) in de Italiaanse gemeente Roncofreddo.